# Wiwisee
Der Wiwisee (russisch Виви) ist ein 229 km² großer See im Putorana-Gebirge, dem Nordwestteil des Mittelsibirischen Berglands in der Region Krasnojarsk, Sibirien, Russland (Asien). Am See liegt der geographische Mittelpunkt Russlands.

## Geographie

### Geographische Lage
Der Wiwisee liegt wenige Kilometer nördlich des nördlichen Polarkreises im Südteil des Putorana-Gebirges am Oberlauf des Flusses Wiwi, einem Zufluss der Unteren Tunguska. Während er von 33 Fließgewässern gespeist wird, ist der Wiwi sein einziger Abfluss. Der etwa 255 m hoch gelegene See ist rund 88 km lang und maximal 5 km breit. Schätzungen zufolge liegt seine maximale Tiefe zwischen 80 und 200 m. Sein Einzugsgebiet ist etwa 3.260 km² groß. Die Berge am See sind 664 (Südwesten) bis 1082 m (Nordosten) hoch. Weder am See noch in seiner Umgebung gibt es Siedlungen.

### Geographischer Mittelpunkt Russlands
Kurz nach dem Zusammenbruch der Sowjetunion (1991) wurde Russlands geographischer Mittelpunkt (⊙) errechnet. Er liegt am Südufer des Wiwisees; nach Überprüfung durch das Staatliche Amt für Geodäsie und Kartographie wurde dies offiziell anerkannt. Dort wurde daher am 21. August 1992 ein 7 m hohes Monument mit Inschrift aufgestellt.  Nach der Annexion der Krim wurde ein weiteres Monument etwas weiter südlich errichtet.

## Geologie, Flora und Fauna
Im Gebiet des wenig erforschten Wiwisees gibt es wegen eines Grabenbruchs eine starke seismische Aktivität. An seinen Ufern gedeihen Wälder. Im fischreichen See leben zum Beispiel Barschfische, Hechte, Lachsfische (wie Felchen oder Renke (siehe Coregonus) sowie Forellen und Saiblinge) und Störe.

## Kapelle und Kreuz
Nahe dem geographischen Mittelpunkt Russlands stehen am Seeufer, aus Holz errichtet, eine Kapelle der Russisch-Orthodoxen Kirche und ein Kreuz, die am 9. September 2006 zu Ehren des heiligen Sergius von Radonesch (1319–1392) geweiht wurden.